# Драбкин, Яков Самойлович
Я́ков Само́йлович Дра́бкин (25 апреля (8 мая по новому стилю) 1918 год, Киев — 10 октября 2015 года, Москва) — советский и российский историк-германист, главный научный сотрудник, научный руководитель Центра германских исторических исследований Института всеобщей истории РАН. Заслуженный деятель науки РФ.

## Биография
Яков Самойлович Драбкин родился в 1918 году в Киеве.
- 1936—1941 гг. — учёба на историческом факультете МГУ.
- 1939—1940 гг. — Участник Советско-Финской войны, куда пошёл добровольцем.
- 1941—1945 гг. — Участник Великой Отечественной войны[5]. Прошёл от Москвы до Берлина и от младшего политрука до майора: инструктор-литератор 7 отд. Политотдела Армий — отдела по «разложению войск противника»; затем секретарь редакции газеты «Зольдатенфройнд» («Друг солдата»), предназначенной для немецких солдат. В составе 49-й армии 2-го Белорусского фронта участвовал в освобождении концлагеря Равенсбрюк. День Победы встретил в городке Нойруппин, недалеко от Берлина.
- 1945—1949 гг. — После войны в течение нескольких лет работал в советской военной администрации в Германии; затем он посвятил жизнь изучению этой страны в качестве учёного.
- 1953 год — Кандидатская диссертация: «Германское Национальное собрание в 1919 году и образование Веймарской республики» (МГУ).
- 1968 год — Доктор исторических наук,
  - Докторская диссертация: «Ноябрьская революция в Германии» (МГУ; переведена на немецкий язык).
- профессор,
- Заслуженный деятель науки РФ.

Яков Самойлович скончался 10 октября 2015 года.

## Научные интересы
Область интересов:

Германская история новейшего времени, российско-германские отношения, международное рабочее движение.

## Публикации
Яков Самойлович — автор многочисленных работ, посвященных истории Германии и международному рабочему движению.
Сочинения:
- 1958 — «Революция 1918—1919 гг. в Германии: Краткий очерк». М.: Соцэкгиз;
- 1960 — «Немецкие антифашисты при борьбе против гитлеровской диктатуры». М. (в соавторстве);
- 1967 — «Ноябрьская революция в Германии». М.;
- 1978 — «Становление Веймарской республики». М.;
- 1975 — «Las revoluciones sociales». Mexico;
- 1978 — «Становление Веймарской республики в Германии». М.(переведена на немецкий язык);
- 1998 — «Коминтерн и идея мировой революции: Документы». М. (ответственный редактор, составитель, автор предисловия и части комментариев);
- 2004 — «Роза Люксембург. Актуальные аспекты политической и научной деятельности». М. (ответственный редактор, автор).
- 2004 — «Эрнст Генри — „наш человек в XX веке“»[6].

## Личная жизнь
- Жена: Ирина Платоновна Рахманова, историк; скончалась раньше мужа.

## Награды
- Орден Отечественной войны II степени (1985)
- Заслуженный деятель науки Российской Федерации (1996)